# رادوز چینچرا
رادوز چینچرا (چکی: Radúz Činčera; ۱۷ ژوئن ۱۹۲۳ – ۲۸ ژانویهٔ ۱۹۹۹) فیلم‌نامه‌نویس و کارگردان فیلم اهل کشور جمهوری چک بود.